# Militärflugplatz Ilopango

i8
i11
i13
Der Flughafen ist nicht zu verwechseln mit dem Flughafen San Salvador (ICAO: MSLP).
Der Aeropuerto de Ilopango (IATA-Code: ILS, ICAO-Code: MSSS) ist ein Militärflugplatz und Luftwaffenstützpunkt der Fuerza Armada de El Salvador. Bis zu seiner Ablösung durch den neugebauten Flughafen San Salvador-Monseñor Óscar Arnulfo Romero 1980 war er der internationale Flughafen der Stadt San Salvador.

## Lage
Er befindet sich inmitten von Wohngebieten der Stadt Ilopango, rund zehn Kilometer östlich der Hauptstadt San Salvador. Die Carretera Panamericana Nº 1 kreuzt durch eine Unterführung die Start- und Landebahn des Flugplatzes.

## Geschichte
1923 wurde der Militärflugplatz eröffnet. Während des Ethnozids 1932 starteten von hier Militärflugzeuge, um Indigenas zu bombardieren. Bis zur Eröffnung des Aeropuerto Internacional de El Salvador im Jahre 1980 wurde der Militärflugplatz auch für den Linienflugverkehr genutzt.

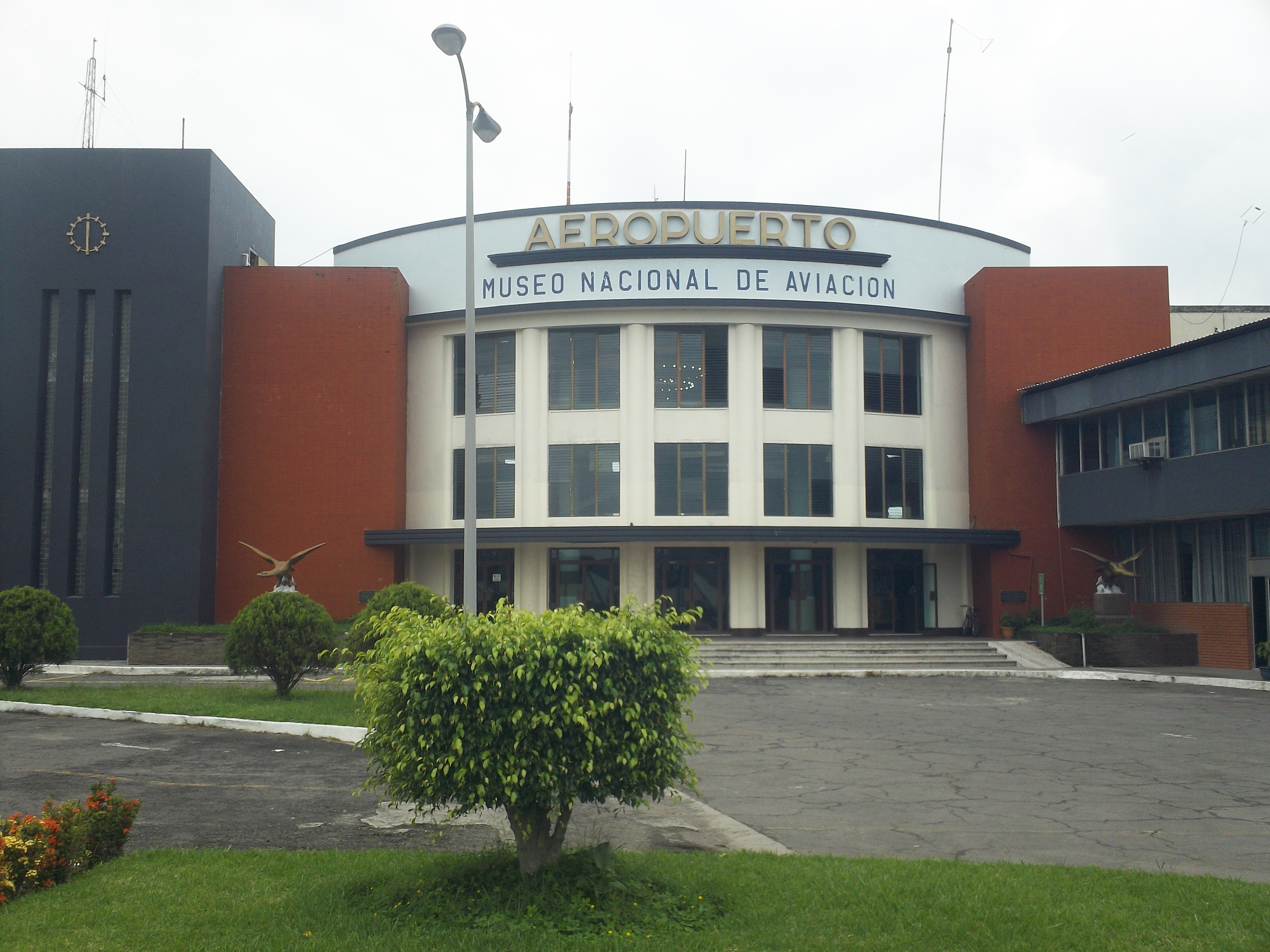

Durch die zunehmende Bebauung und die Stadterweiterung war aus Sicherheitsgründen ein weiterer Ausbau des Flugplatzes nicht mehr möglich. Der Flugplatz wird derzeit nur noch für militärischen und eingeschränkten zivilen Luftfahrtbetrieb, hauptsächlich durch Kleinflugzeuge genutzt. Linienflugverkehr findet seit Eröffnung des neuen Flughafens nicht mehr statt. 2001 übergab das Militär den Flugplatz an die Betreiberorganisation Comisión Ejecutiva Portuaria Autónoma.
Ein Teil der militärischen Anlage wird durch das Museo Militar de la Fuerza Armada de El Salvador genutzt. Am Flugplatz befindet sich auch der Hauptsitz der Autoridad de Aviación Civil (Luftfahrtbehörde). Seit 1929 ist der Flugplatz auch die Heimat der Fliegergemeinschaft Club de Aviación Civil y Reserva de El Salvador.

## Zwischenfälle
- Am 12. September 1959 flog eine Douglas DC-4 der US-amerikanischen Pan American World Airways (Luftfahrzeugkennzeichen N88900) nahe Mercedes (Honduras) in Bäume, nachdem sie durch eine Schlucht geflogen war. Der Aufprall ereignete sich 37 Kilometer abseits der normalen Strecke und 69 Kilometer nördlich des Startflughafens San Salvador-Ilopango auf dem Weg nach Miami. Bei diesem CFIT (Controlled flight into terrain) wurden alle 3 Besatzungsmitglieder getötet, die einzigen Insassen auf dem Frachtflug.[2]

- Am 3. August 1975 stürzte eine Douglas DC-3/C-47 der nicaraguanischen Luftwaffe (FAN 412) bei Punta de Amapala (El Salvador) in den Pazifik. Wegen schlechten Wetters am Ziel, dem Militärflugplatz Ilopango, wollten die Piloten zu einem Ausweichflugplatz fliegen. Allerdings fielen wegen Treibstoffmangels über dem Meer etwa 145 Kilometer ostsüdöstlich von Ilopango die Triebwerke aus, was zum Absturz führte. Alle 21 Insassen, drei Besatzungsmitglieder und 18 Passagiere, wurden getötet.[3]

- Am 1. Mai 1986 kam es an einer Douglas DC-6 der Luftstreitkräfte von El Salvador (FAS 302) unmittelbar nach dem Start vom Militärflugplatz Ilopango zu einem Triebwerksbrand. Das Flugzeug stürzte 2,4 Kilometer nördlich des Flugplatzes auf einen Hügel und ging in Flammen auf. Alle 37 Insassen, vier Besatzungsmitglieder und 33 Passagiere, kamen ums Leben.[4]

## Veranstaltungen
Jährlich findet seit 15 Jahren, meistens am letzten Januarwochenende die Ilopango Air Show auf dem Militärflugplatz statt.